# Wahlkreis Aberdeen North (Schottisches Parlament)
| Aberdeen North                       |
| ------------------------------------ |
| Aberdeen North · North East Scotland |
| Gebildet                             |
| 1999                                 |
| Abgeschafft                          |
| 2011                                 |
| Regionen                             |
| Aberdeen                             |

Aberdeen North war ein Wahlkreis für das Schottische Parlament. Er wurde 1999 als einer von neun Wahlkreisen der Wahlregion North East Scotland eingeführt, die im Zuge der Revision der Wahlkreise im Jahre 2011 neu zugeschnitten und auf zehn Wahlkreise erweitert wurde. Hierbei wurden der Wahlkreis Aberdeen North abgeschafft. Er umfasste die nördlichen Stadtteile von Aberdeen und entspricht mit geringen Änderungen dem heutigen Wahlkreis Aberdeen Donside. Bei Zensuserhebung 2001 lebten insgesamt 68.970 Personen innerhalb seiner Grenzen. Es wurde ein Abgeordneter entsandt.

## Wahlergebnisse

### Parlamentswahl 1999
| Ergebnisse der Parlamentswahl 1999 | Ergebnisse der Parlamentswahl 1999 | Ergebnisse der Parlamentswahl 1999 | Ergebnisse der Parlamentswahl 1999 |
| Partei                             | Kandidat                           | Stimmen                            | %                                  |
| ---------------------------------- | ---------------------------------- | ---------------------------------- | ---------------------------------- |
| Labour                             | Elaine Thomson                     | 10.340                             | 37,2                               |
| SNP                                | Brian Adam                         | 9942                               | 35,7                               |
| Liberal Democrats                  | James Donaldson                    | 4767                               | 17,1                               |
| Conservative                       | Iain Haughie                       | 2772                               | 10,0                               |

### Parlamentswahl 2003
| Ergebnisse der Parlamentswahl 2003 | Ergebnisse der Parlamentswahl 2003 | Ergebnisse der Parlamentswahl 2003 | Ergebnisse der Parlamentswahl 2003 | Ergebnisse der Parlamentswahl 2003 |
| Partei                             | Kandidat                           | Stimmen                            | %                                  | ±                                  |
| ---------------------------------- | ---------------------------------- | ---------------------------------- | ---------------------------------- | ---------------------------------- |
| SNP                                | Brian Adam                         | 8381                               | 33,5                               | −2,2                               |
| Labour                             | Elaine Thomson                     | 7924                               | 31,7                               | −5,5                               |
| Liberal Democrats                  | John Reynolds                      | 5767                               | 23,0                               | +5,9                               |
| Conservative                       | Jim Gifford                        | 2311                               | 9,2                                | −0,8                               |
| Scottish Socialist                 | Katrine Trolle                     | 614                                | 2,6                                | +2,6                               |
| Wahlbeteiligung: 24.891 (48,33 %)  |                                    |                                    |                                    |                                    |

### Parlamentswahl 2007
| Ergebnisse der Parlamentswahl 2007 | Ergebnisse der Parlamentswahl 2007 | Ergebnisse der Parlamentswahl 2007 | Ergebnisse der Parlamentswahl 2007 | Ergebnisse der Parlamentswahl 2007 |
| Partei                             | Kandidat                           | Stimmen                            | %                                  | ±                                  |
| ---------------------------------- | ---------------------------------- | ---------------------------------- | ---------------------------------- | ---------------------------------- |
| SNP                                | Brian Adam                         | 11.406                             | 45,8                               | +12,3                              |
| Labour                             | Elaine Thomson                     | 7657                               | 30,8                               | −0,9                               |
| Liberal Democrats                  | Steve Delaney                      | 3836                               | 15,4                               | −7,6                               |
| Conservative                       | Carol Garvie                       | 1992                               | 8,0                                | −1,2                               |
| Wahlbeteiligung: 24.891 (48,33 %)  |                                    |                                    |                                    |                                    |